# هری دوود
هری دوود (انگلیسی: Harry Dowd; ۴ ژوئیهٔ ۱۹۳۸ – ۷ آوریل ۲۰۱۵) بازیکن فوتبال اهل بریتانیا بود.
از باشگاه‌هایی که در آن بازی کرده‌است می‌توان به باشگاه فوتبال استوک سیتی، باشگاه فوتبال نورتویچ ویکتوریا، باشگاه فوتبال منچستر سیتی، و باشگاه فوتبال اولدهام اتلتیک اشاره کرد.